# Томанович, Лазар
Лазар Томанович (серб. Лазар Томановић 3 сентября 1845, Лепетане, Австрийская империя — 2 ноября 1932) — черногорский политический и государственный деятель, Премьер-министр Черногории, министр иностранных дел, министр юстиции, министр внутренних дел, депутат парламента Далмации. Юрист, прозаик, публицист, редактор ряда сербских журналов. Историк. Доктор права (1874).

## Биография

Лазар Томанович. XIX век

В 1866 году принимал участие в политическом движении под названием «Омладина», целью которого был общий прогресс сербов, повышение знаний о их славном прошлом (девиз движения — «Сербы все и везде»).
В 1893 году окончил философский факультет университета в Граце. Там же получил степень доктора права. Преподавал математику в школах Котора. Был секретарём Сената Черногории, до 1874 года занимался судебной практикой в Которе и Баре. С 1874 по 1888 г. — редактор газеты «Голоса черногорцев». Участник войны с Турцией в 1876 году. С 1888 по 1903 год — судья Верховного суда в Цетинье.
Вместе с епископом Никодимом (Милашем) был в числе лидеров Сербской народной партии и депутатом парламента Королевства Далмация.
Занимал должности министра иностранных дел, министра юстиции, министра внутренних дел.
18 апреля 1907 года занял пост премьер-министра Княжества Черногория. Был единомышленником и политиком, лояльным к черногорскому князю, а затем королю Николе I Петровичу. С приходом его к власти в стране начались расправы с представителями оппозиции, была распущена скупщина, разгромлены оппозиционные газеты. Одновременно с этим произошло объединение всех консервативных сил. Сторонники князя Николы I Петровича образовали Истинную народную партию (праваши). Эта партия ставила своей целью сохранение самодержавного режима. Ей противостояла Народная партия (клубаши), созданная в конце 1906 из представителей либеральной буржуазии. Политическая борьба происходила, в основном, между этими партиями. В 1909 г.. сторонники Народной партии организовали заговор военных с целью свержения князя Николы, однако заговор был раскрыт, и семь участников заговора приговорены к смертной казни. Этот приговор был встречен с возмущением всей прогрессивной общественностью Европы. Для того чтобы как-то поднять престиж Черногории, отвлечь внимание народа от внутренних проблем, князь Никола I Петрович провозгласил 15 августа 1910 Черногорию королевством. Будучи премьер-министром, Лазар Томанович принял участие в провозглашении Королевства Черногории. Оставил премьерское кресло в июне 1912 года.
Премьер-министр без портфеля от 10 августа 1911 по 6 июня 1912 года. Судья Большой Палаты с 19 апреля 1910 года до 1920 года.
После 1918 года, отошёл от участия в политической жизни, поселился в Герцег-Нови, где занимался историей Черногории и Балкан.
Автор ряда исторических работ, в которых отстаивал идею того, что по отношению к Османской империи Черногория всегда оставалась независимой. Переводчик с итальянского языка.

## Избранные публикации
- Фра Андрија Качич према Српству и Хрватству (1886.)
- Петар II Петровић Његош као владалац (1896)
- Г.Руварац и Монтенегрина (1899)
- Поводом анексије Босне и Херцеговине (1909)
- Из мог министровања (1921)
- Догађаји у Боки Которској од године 1797. до 1914. (1922)